# Protógenes José Luft
Protógenes José Luft SdC (ur. 6 maja 1949 w Chapada) – brazylijski duchowny katolicki, biskup koadiutor diecezji Barra do Garças w latach 2000-2001, biskup diecezjalny od 2001 do 2023. 

## Życiorys
Święcenia kapłańskie przyjął 7 grudnia 1975. Był m.in. rektorem niższego seminarium duchownego w Carazinho (1978-1983) oraz prowincjałem brazylijskiej prowincji guanellianów (1996-2000).

### Episkopat
26 stycznia 2000 roku został mianowany przez papieża Jana Pawła II biskupem koadiutorem diecezji Barra do Garças. Sakrę przyjął 26 marca 2000 z rąk arcybiskupa Porto Alegre, Altamiro Rossato. 23 maja 2001, po rezygnacji biskupa Antônio Sarto, objął rządy w diecezji.
18 października 2023 papież Franciszek przyjął jego rezygnację z urzędu biskupa diecezjalnego diecezji Barra do Garças. 